# 社会教育学
社会教育学（Social pedagogy）是一种在关怀和教育领域与不同年龄段的人群合作的具有整体性和关系性的方式。它是一门通过培养个人和社区的学习、幸福和联系，关注解决社会不平等和促进社会变革的学科。
社会教育学基于人本价值观，强调人的尊严、相互尊重、信任、无条件的欣赏和平等。它认为儿童、青少年和成年人都是平等的、富有潜力的、有能力的和积极的主体。社会教育学的实践是一个整体的过程，平衡了专业性、个人性和实践性。
社会教育学的思想源于欧洲的教育哲学，特别是卢梭、佩斯塔洛齐、弗罗贝尔等人的影响。社会教育学在不同的国家和文化中有不同的传统和表现形式，但都遵循着社会教育学的核心原则。
社会教育学是一门高等教育的学位课程，通常需要3.5年的学习。不同的国家有不同的教育途径和课程设置，但都包括理论和实践的结合。社会教育学是一门多学科的学科，涉及社会学、心理学、教育学、哲学、医学和社会工作等相关领域。